# FC Wettingen
Der FC Wettingen war und ist ein in Wettingen beheimateter Verein des Schweizerischen Fussballverbands SFV. Der Verein wurde 1931 gegründet und 1993 wegen Konkurs aufgelöst. Als FC Wettingen 93 wurde er im selben Jahr neu gegründet und führt seit dem Saisonbeginn 2012/13 den Zusatz 93 nicht mehr im Namen.

## Geschichte
Der FC Wettingen wurde 1969 Erster in der Nationalliga B und stieg somit erstmals in die Nationalliga A auf, stieg aber am Ende der Saison 1969/70 zusammen mit dem FC St. Gallen wieder ab. Im Jahre 1982 gelang erneut der Aufstieg und Wettingen konnte sich zunächst in der Nationalliga A etablieren. Der zweite Abstieg folgte 1987, wobei es dem Verein gelang, bereits ein Jahr später in die oberste Spielklasse zurückzukehren.
Die Saison 1988/89 war auf nationaler Ebene die erfolgreichste: Der FC Wettingen wurde Vierter und qualifizierte sich damit für den UEFA-Cup. Dort traf man in der 2. Runde auf den SSC Neapel, bei dem Diego Maradona mitspielte, und erreichte im Hinspiel (ausgetragen in Zürich) ein 0:0, schied aber im Rückspiel in Neapel durch eine 1:2-Niederlage aus.
Im Jahre 1992 folgte der dritte Abstieg aus der Nationalliga A. Nach der Saison 1992/93 wurde der Klub aus finanziellen Gründen aufgelöst und begann mit dem neuen Namen FC Wettingen 93 in der 5. Liga. Im Jahre 2012 wechselte der Verein seinen Namen wieder zu FC Wettingen. Der Nachfolgeverein zählt heute 600 Mitglieder. Sportlich gelang ihm in der Saison 2006/07 der Gewinn des Aargauer Cups und spielte in der 2. Liga Interregional. Ab der Saison 2020/21 spielt der Verein in der 2. Liga Regional. Neben der 1. Mannschaft hat der FC weitere 24 Mannschaften, davon 23 Nachwuchsmannschaften.
Die Frauenmannschaften werden zusammen mit dem FC Baden unter dem Namen „FC Baden-Wettingen“ geleitet.

## Europacupbilanz
| Saison  | Wettbewerb | Runde    | Gegner     | Gesamt | Hin        | Rück    |
| ------- | ---------- | -------- | ---------- | ------ | ---------- | ------- |
| 1989/90 | UEFA-Cup   | 1. Runde | Dundalk FC | 5:0    | 3:0 (H)    | 2:0 (A) |
| 1989/90 | UEFA-Cup   | 2. Runde | SSC Neapel | 1:2    | 00:0 (H) 1 | 1:2 (A) |

Gesamtbilanz: 4 Spiele, 2 Siege, 1 Unentschieden, 1 Niederlage, 6:2 Tore (Tordifferenz +4)